# Elisabeth Heiß
Elisabeth Heiß (* 1. Januar 1978 in Schwarzach im Pongau) ist eine österreichische Politikerin (FPÖ) und seit dem 24. Oktober 2024 Abgeordnete zum Nationalrat.

## Leben
Elisabeth Heiß ist verheiratet.

### Ausbildung und Beruf
Sie besuchte Volks- und Hauptschule in St. Johann im Pongau, dann von 1993 bis 1996 eine Höhere Lehranstalt für Wirtschaftliche Berufe und anschließend einen Aufbaulehrgang an der Höheren Bundeslehranstalt für wirtschaftliche Berufe. Ab 1998 besuchte sie die Polizeischule und ist seither Polizistin.

### Politik und Funktionen
Seit 2020 ist sie Mitglied der FPÖ Wals Siezenheim und stellvertretende Landessektionsvorsitzende der Aktionsgemeinschaft Unabhängige und Freiheitliche (AUF-Polizei) Salzburg. Ein Jahr später wurde sie stellvertretende Bezirksobfrau der FPÖ Flachgau und 2022 Mitglied der Landesparteileitung FPÖ Salzburg sowie Ortsparteiobfrau der FPÖ Wals-Siezenheim.

## Sonstiges
Elisabeth Heiß ist Autorin folgender Bücher:
- Die geheime Blutreliquie: In Sanguine Veritas[3]
- Die Pyramide des Templers: Eine Chronik von Erkenntnissen[4]